# یواس‌اس محبوب (اس‌پی-۱۳۸۵)
یواس‌اس محبوب (اس‌پی-۱۳۸۵) (به انگلیسی: USS Favorite (SP-1385)) یک کشتی است که طول آن 196' می‌باشد. این کشتی در سال ۱۹۰۷ ساخته شد.